# Frank Costello
Frank Costello, nacido Francesco Castiglia (26 de enero de 1891 - 18 de febrero de 1973), fue un mafioso italoestadounidense que ascendió a los puestos más altos del mundo del crimen, controlando un vasto imperio del juego a lo largo de los Estados Unidos y teniendo una influencia política como ningún otro jefe de la Cosa Nostra.
Apodado el primer ministro del bajo mundo, se convirtió en uno de los más poderosos e influyentes jefes en la historia de la mafia americana, liderando finalmente una organización criminal, la familia Luciano, la cual posteriormente llegó a ser conocida como la familia Genovese, una de las Cinco familias que operan en la ciudad de Nueva York.

## Primeros años
Según los documentos de nacimiento italianos de la provincia de Cosenza, Frank Costello nació como Francesco Castiglia en Lauropoli, un pueblo de montaña en el municipio de Cassano allo Ionio en la provincia de Cosenza de la región calabresa, Italia, el 26 de enero de 1891. En 1895, a la edad de cuatro años, se embarcó hacia los Estados Unidos junto con su madre y su hermano Eddie. La familia estaba ansiosa por reunirse con el padre, quien había inmigrado varios años antes al East Harlem y abierto una pequeña tienda de ultramarinos en un vecindario italiano. 
Viviendo en el East Harlem de Nueva York en los guetos neoyorkinos junto con judíos, portorriqueños, etc, el hermano mayor de Francesco, Eddie, lo introdujo en actividades de bandas cuando era todavía un niño. Con 13 años, Francesco se había convertido en miembro de una banda local y había comenzado a usar el nombre de Frankie. Continuó cometiendo pequeños delitos y fue a la cárcel por asalto y robo en 1908, 1912 y 1917.
En 1918 se casó con Lauretta Giegerman, una chica judía que era la hermana de un amigo suyo muy cercano. Ese mismo año, cumplió diez meses de prisión por llevar un arma oculta. Tras ser puesto en libertad, el joven Frank decidió emplear su inteligencia para prosperar en el mundo de crimen organizado, soslayando el uso de la violencia como camino hacia el éxito y la riqueza. Afirmaba que nunca jamás volvería a llevar pistola. No volvió a ser encarcelado durante 37 años.
Tras su salida de la cárcel en 1916, comenzó a trabajar con Ciro Terranova, un poderoso mafioso del East Harlem. Terranova era el capo de la familia Morello de Manhattan y el líder de banda de la calle 107. Frank se convirtió en miembro de una banda que controlaba el juego, la extorsión, robo y narcóticos en Manhattan y el Bronx. Sus asociados incluían a conocidos mafiosos como Michael Coppola, Joseph Catania Jr. y Stefano LaSalle. Frank llegó a ser conocido por su inteligencia y fortaleza.

## Alianza con Luciano

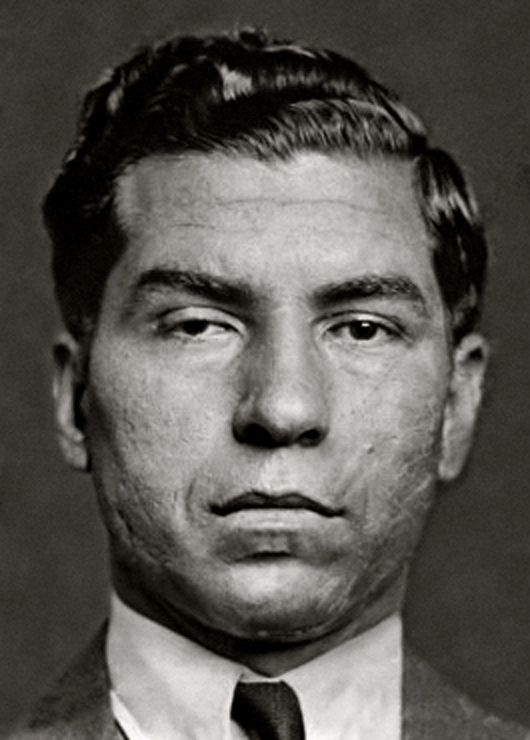
Charles "Lucky" Luciano.

Mientras trabajaba para la banda de Morello, conoció y formó equipo con Lucky Luciano entonces conocido como Salvatore Lucania, el líder siciliano de la banda del Lower East Side de Manhattan. Los dos italianos congeniaron inmediatamente y se convirtieron en amigos y socios. Algunos miembros de más edad de la familia de Luciano desaprobaban esta creciente alianza; en su mayor parte eran mafiosos de la vieja escuela, que no deseaban trabajar con nadie que no fuera siciliano. Para sorpresa de Luciano, le advirtieron que no trabajara con Costello, a quien llamaban "el sucio calabrés". Junto con otros jóvenes italianos tales como Vito Genovese y Gaetano Lucchese, y judíos como Meyer Lansky y Benjamin "Bugsy" Siegel, la banda se vio envuelta en robos, extorsión, juego y narcóticos. La alianza Luciano-Costello-Lansky-Siegel prosperó y con la era de la Prohibición (1920) se introdujeron en el contrabando de alcohol, respaldados por el financiero criminal Arnold "el Cerebro" Rothstein.
El éxito de los jóvenes italianos les permitió diversificarse y hacer negocios con los líderes judíos e irlandeses criminales de la época, incluyendo a Arthur Flegenheimer, Owney "el Asesino" Madden y William "Big Bill" Dwyer. Rothstein llegó a ser el mentor de Costello, Luciano, Lansky y Siegel mientras ellos dirigían el negocio del contrabando con el barón de la cerveza del Bronx Schultz. En 1922, él, Luciano y sus más próximos asociados italianos se unieron a la mafia siciliana conducidos por Joe Masseria, un capo de la mafia italiana.
Hacia 1924, se había convertido en un cercano asociado a los jefes irlandeses del Hell's Kitchen, Dwyer y Madden. Frank estuvo envuelto en operaciones de contrabando de alcohol, conocidas como "The Combine"; esto pudo haberle hecho cambiar el apellido de Castiglia por uno cuya sonoridad fuese más irlandesa, siendo Costello la mejor opción.
El 19 de noviembre de 1926, fue acusado junto con Dwyer de contrabando federal. También de haber sobornado con 2.700 dólares a dos guardacostas de los EE. UU., presumiblemente para que no perturbaran en el desembarco de licor con barcos en la bahía de Nueva York. El barco más grande en la flota del Combine era capaz de llevar 20.000 cajas de licor. Sin embargo, en enero de 1927, el jurado paralizó los cargos de contrabando contra Dwyer y Costello.
En 1926, el jefe de Combine Bill Dwyer fue condenado por sobornar a un oficial guardacostas de los EE. UU. y sentenciado a dos años de cárcel. Después de que Dwyer fuese encarcelado, asumió las operaciones de Combine con Owney Madden. Esto causó fricciones entre Madden y el principal lugarteniente de Dwyer, Charles "Vannie" Higgins. Higgins, al que se llama "El último jefe criminal irlandés" de Brooklyn, creía que era él quien tenía que controlar el Combine, no Costello. De esta forma, las "guerras de la cerveza de Manhattan" estalló entre Higgins por un lado, y Costello, Madden, y Schultz por el otro. En este momento en particular, Schultz también estaba pasando problemas con los gánsteres Jack "Legs" Diamond y Vincent "Mad Dog" Coll. Con la ayuda de Higgins, estos dos matones habían empezado a rivalizar con Schultz y sus compañeros. Con el tiempo, la alianza Costello-Madden-Schultz fue destruida por el bajo mundo neoyorquino.
Siguió siendo un gánster muy influyente en la década de los 20. Mantuvo a socios cercanos Luciano, Lansky y Siegel implicados en la mayor parte de sus chanchullos de juego, que incluía tarjetas perforadas, tragaperras, industria de apuestas y casinos flotantes. Con el tiempo fue conocido como el "primer ministro del bajo mundo" por las relaciones de negocios que mantenía con criminales de Nueva York, políticos, empresarios, jueces y oficiales de policía. Como seguía la ideología de los "Big Three" (Tres grandes) de mezclar el delito, los negocios y la política, la influencia de Costello en el bajo mundo creció. Sus compañeros gánsteres consideraron a Frank como un importante enlace entre la Mafia y los políticos de Tammany Hall, la organización del Partido Demócrata de Nueva York. Esta relación le dio a él y sus socios, incluyendo a Luciano, la oportunidad de comprar los favores de los políticos, jueces, fiscales de distrito, funcionarios del ayuntamiento y cualquier otra persona que necesitaran sobornar para desarrollar sus operaciones criminales con libertad. 
En 1927 junto a Luciano, y el antiguo gánster de Chicago John "Johnny the Fox" Torrio, organizaron un grupo de contrabandistas de la Coste Este para convertirse en una operación a gran escala. Esta banda fue capaz de reunir sus fuentes europeas y canadienses, maximizar los beneficios, y sacando ventaja a sus competidores. La operación fue conocida como el "Grupo de los siete grandes", el primer movimiento concreto para organizar los bajos fondos estadounidenses en un sindicato nacional del crimen. En mayo de 1929, Costello, Luciano, Torrio, Lansky, y el jefe del crimen de Atlantic City/South Jersey Enoch "Nucky" Johnson celebraron una convención de criminales en Atlantic City, Nueva Jersey. Esta convención incluyó a los miembros del "Grupo de los siete grandes" y los principales líderes criminales de toda la nación. Este fue la auténtica primera reunión del bajo mundo y el mayor paso adelante para formar un Sindicato nacional del crimen que controlaría las operaciones criminales, dictarían la política, impondrían normas y mantendrían la autoridad en el bajo mundo nacional. Masseria y Salvatore Maranzano no fueron invitados debido a que sus ideas del Viejo Mundo eran contrarios a las pretensiones de la convención.

## La guerra de los castellammarenses
Para 1928, Costello y Luciano eran considerados dos jóvenes, ambiciosos, poderosos y temibles gánsteres en alza. Sin embargo, un conflicto interno en el bajo mundo italiano desviaría a Costello y sus socios. Masseria se enfrentaba a un desafío lanzado por Maranzano, recientemente llegado de Palermo, Sicilia, quien había nacido en Castellammare del Golfo, Sicilia. Cuando Maranzano llegó a Nueva York en 1925, su acceso al dinero y al poder le permitieron rápidamente establecer operaciones  de contrabando de alcohol, extorsión y juego que competían directamente con Masseria, el jefe de Costello. El 10 de octubre de 1928, Joe Masseria eliminó a su principal rival por el ansiado título de "jefe de jefes", el jefe de Brooklyn Salvatore "Toto" D'Aquila. Sin embargo, Masseria aún tenía que tratar con el poderoso e influyente Maranzano y su clan castellammarese.
Joe Masseria se convirtió en un dictador de los bajos fondos, requiriendo absoluta lealtad y obediencias de las otras cuatro familias de Nueva York. En 1930, Masseria exigió 10 000 dólares de tributo del líder de la familia criminal de Maranzano, y lo obtuvo. El líder del clan castellammarese, Nicolo "Cola" Schirò, huyó de Nueva York por miedo, dejando a Maranzano como nuevo líder. Para 1931, una serie de asesinatos en Detroit, Chicago y Nueva York implicando a miembros del clan castellammarese y asociados, hicieron que Maranzano y su familia declararan la guerra a Joe Masseria y sus aliados. Estos aliados incluían a Costello y sus socios, Luciano, Vito Genovese y Joe Adonis. Otro aliado de Masseria fue la gran familia criminal Mineo (anteriormente D'Aquila), cuyos miembros incluyeron a socios de Costello Albert "The Mad Hatter" Anastasia, Carlo Gambino, y Frank Scalice. En el clan castellammarese se incluían Joseph "Joe Bananas" Bonanno y Stefano Magaddino, la familia del crimen Profaci, que incluía a Joseph Profaci y Joseph Magliocco, junto con anteriores aliados de Masseria la familia Riena, que incluía Gaetano "Tommy" Reina, Tommaso "Tommy" Gagliano y Gaetano Lucchese.
La guerra de los castellammarenses creció entre las facciones Masseria y Maranzano durante casi dos años. Esta guerra interna devastó las operaciones de la era de la Prohibición y los matones callejeros que las familias de Nueva York controlaron con los grupos criminales irlandeses. La guerra de los castellammarenses disminuyó los beneficios de la banda y en algunos casos destruyeron completamente a los matones de los bajos fondos de los miembros de la familia criminal. 
Varios de los miembros más jóvenes de las bandas, en ambos lados, se dieron cuenta de que si la guerra no se detenía pronto, las familias criminales italianas podrían quedarse en la periferia de los bajos mondos criminales de Nueva York mientras que los jefes del crimen irlandeses se convertirían en dominantes. Sin embargo, era inevitable que ocurriera una ruptura debido a una diferencia filosófica fundamental entre los jefes del crimen del Viejo Mundo y sus jóvenes subordinados. Masseria, Maranzano y otros quienes habían empezado sus carreras en Italia eran conocidos como "Mustache Petes" debido a que no deseaban trabajar con no italianos y eran escépticos a la hora de tratar con italianos no sicilianos. Costello, Luciano y su grupo de "Young Turks", por otro lado, creían que mientras hubiera dinero que ganar, debían tratar con cualquiera con independencia de sus raíces étnicas. Costello, Luciano, Siegel y Lansky decidieron acabar con la guerra de los castellammarenses y en secreto planearon eliminar a un "Mustache Pete" inmediatamente, luego esperar un tiempo y matar a otro. 
Luciano y Costello pusieron su plan en marcha mostrándose de acuerdo en secreto en traicionar a Masseria si Maranzano acabase la guerra. El 15 de abril de 1931, Masseria fue tiroteado en el restaurante Scarpato's en Coney Island por Albert Anastasia, Vito Genovese, Joe Adonis y Bugsy Siegel. Luciano entonces asumió el control de la familia Masseria, con Costello como su consigliere. Esto puso fin a la guerra de los castellammarenses, que había llevado, según algunas estimaciones, a alrededor de 60 muertes entre los gánsteres.
Sin embargo, en una reunión secreta en Upstate New York, Maranzano sorprendió a todo el mundo nombrándose a sí mismo jefe de todos los jefes. Aunque habían planeado librarse de Maranzano de todas formas, Costello y Luciano llegaron a creer que Maranzano estaba aún más hambriento de poder que lo estuvo Masseria y adelantaron su calendario. Maranzano sirvió como jefe de jefes hasta el 10 de septiembre de 1931, cuando fue asesinado en su oficina de la novena planta el edificio Helmsley en Manhattan por hombres armados fingiendo ser agentes de Hacienda. Alquilados por Lansky y Luciano, se supone que entre los tiradores estaban el teniente del gang de Schultz, Abraham "Bo" Weinberg y el pistolero de Murder Inc. Samuel "Red" Levine.

## Años comoconsigliere
En 1931, después de las muertes de Masseria y Maranzano, Luciano se convirtió en el líder de la nueva familia criminal Luciano, con Genovese como subjefe y Costello de consigliere. Rápidamente se convirtió en uno de los que más ingresos obtenían para la familia Luciano y empezó a hacerse su propio lugar en los bajos fondos. Controló las operaciones de tragaperras y contrabando de alcohol para la familia Luciano con su socio Philip "Dandy Phil" Kastel. Colocó aproximadamente 25.000 tragaperras en los bares, restaurantes, cafés, droguerías, gasolineras y estaciones de autobús por toda Nueva York. Sin embargo, en 1934, el alcalde de Nueva York Fiorello La Guardia confiscó miles de tragaperras de Costello, las subió a una barcaza y las arrojó al río. Su siguiente movimiento fue aceptar la propuesta del gobernador de Luisiana Huey Long de poner tragaperras por toda Luisiana a cambio del 10% del beneficio. Costello colocó a Kastel como supervisor de la operación de tragaperras de Luisiana. Kastel recibió la ayuda del mafioso de Nueva Orleans Carlos "Little Man" Marcello, quien conocía cada rincón de nueva Orleans en donde podía poner uno de los "bandoleros de un solo brazo" de Costello. Llevó millones de dólares de beneficio de las máquinas tragaperras y contrabando de alcohol a la familia Luciano. De hecho, Costello y Frank Erickson, el supervisor de las operaciones de apuestas ilegales de Costello, a los que se atribuye haber empezado los sistemas usados por corredores de apuestas y jugadores de toda Norteamérica.[cita requerida]
En 1936, Luciano fue condenado por proxenetismo y fue sentenciado a pena de 30 a 50 años de cárcel en una prisión estatal. Luciano intentó seguir llevando a su familia criminal desde la prisión, con la ayuda de Costello y Lansky, pero le resultó muy difícil. Luciano al final nombró a Genovese jefe en funciones. Sin embargo, en 1937, Genovese fue acusado por un asesinato del año 1934 y huyó a Italia para evitar ser perseguido. Fue entonces cuando Luciano nombró a Costello como jefe en funciones.

## Años como jefe
La partida de Genovese a Italia lo dejó con el control firme de la familia Luciano. Con la ayuda de sus dos capos principales, Anthony Strollo, Joe Adonis, Anthony Carfano y Michael "Trigger Mike" Coppola, la familia criminal continuó trabajando con normalidad. El gobierno de Costello fue muy provechoso, con tragaperras en Nueva Orleans con Carlos Marcello, juego ilegal en Florida y Cuba con Meyer Lansky, y carreras ilegales con Bugsy Siegel en Los Ángeles. También disfrutó de más influencia política que ningún otro gánster del país. Sin embargo, a diferencia de Luciano, Costello no creía en el narcotráfico. Esta aversión a vender drogas no era algo que Genovese compartiera.
Fue un jefe popular dentro de la familia criminal; compartía a partes iguales los beneficios de las operaciones de la familia y no exigía un trozo más grande para él que la de los subordinados. Aparentemente era el propietario de la tercera firma de carne de aves de corral de toda Nueva York, y una cadena de MeatMarts.
A principios de 1946, la sentencia de cárcel de Luciano fue conmutada y fue deportado a Italia. Con Genovese exiliado también en Italia, siguió siendo el jefe de la familia Luciano.
Es considerado por muchos como el gánster más poderoso de la historia del crimen organizado al haber controlado al menos el 90% del poder político en Nueva York y al menos el 70% en todo el país.

## Genovese y Kefauver

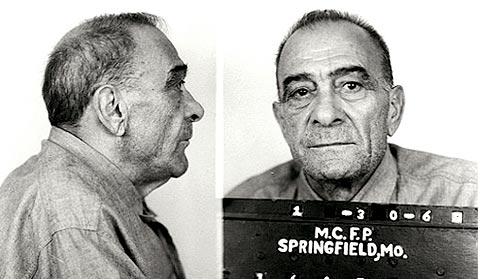
Imagen policial de Vito Genovese.

Tras el regreso de Genovese a los Estados Unidos y de que se desestimase la acusación por el asesinato de 1936, comenzó una campaña para recuperar el liderazgo de la familia que tenía Costello. Genovese comenzó a construir lealtad entre los soldados de la familia prestándoles dinero o haciéndoles favores que algún día podrían devolver. El resentimiento que Genovese sentía hacia Costello se vio multiplicado por el hecho de que Genovese ya no era uno de los jefes principales de la familia; era solo un capo (caporegime), un jefe callejero a cargo de un grupo de soldados. Sin embargo, Genovese fue tratado como un "don" por los capos y los soldados callejeros que cometían la mayor parte de los crímenes violentos (como asesinato, o robo).
En cambio, Frank tenía el apoyo de los capos y los soldados que cometían delitos de cuello blanco (como el juego, la usura, la construcción, etc.) y las muchas inversiones legales de la familia. La posición de Costello como miembro de La Comisión y su popularidad como jefe superior lo mantuvo a salvo de cualquier intento de asesinato o movimiento de poder por Genovese. Para desbancar a Costello, Genovese necesitaba más apoyo de la familia Luciano y los otros miembros de la Comisión. Genovese fue también disuadido de un ataque directo sobre Costello por la fuerza del segundo jefe, Guarino "Willie Moore" Moretti, un primo de Costello y firme aliado que mandó un pequeño ejército de soldados en Nueva Jersey.
Desde mayo de 1950 hasta mayo de 1951, el Senado de los Estados Unidos llevó a cabo una investigación a gran escala del crimen organizado, comúnmente conocida como la Comisión Kefauver. Se realizaron audiciones por un comité especial del Senado presidido por el senador Estes Kefauver de Tennessee, quien había sido nombrado para investigar el crimen organizado en el Comercio Interestatal. Todo el país quedó paralizado por la procesión de 600 gánsteres, chulos, políticos y abogados de la mafia testificando ante el Congreso, mostrado por televisión. 
En esta época, se había convertido en una figura de los bajos fondos poderosa y respetada; sin embargo, aún ansiaba conseguir la respetabilidad de la alta sociedad. Supuestamente, consultó a un psiquiatra para lograr este objetivo, pero al final fracasó a la hora de obtener respetabilidad legítima. Fue interrogado por la Comisión Kefauver, convirtiéndose en una de las estrellas de la comisión, siendo llamado el gánster número 1 de América y el líder de facto de Tammany Hall de Nueva York. Tal como se rumoreaba, "Nadie en la ciudad de Nueva York puede ser nombrado juez sin el consentimiento de Costello."
Estuvo de acuerdo en testificar ante la comisión y no acogerse a la Quinta enmienda, a diferencia de todas las figuras de los bajos fondos que lo precedieron en el estrado. El Comité especial y las redes de televisión se mostraron conformes en no mostrar la cara de Frank Costello, solo sus manos. Durante el interrogatorio, nervioso, rechazó contestar algunas preguntas y eludió otras. Cuando el comité preguntó "¿Qué ha hecho usted por su país, señor Costello?", la voz áspera de Costello provocó una infrecuente risa en las audiencias: "¡Pagar mis impuestos!". Al final se largó de las audiencias. 
Encontró la década de los años 50 muy desafiantes, pues la alta visibilidad que tuvo durante la comisión Kefauver le atrajo más escrutinio de las fuerzas de la ley y de los medios de comunicación. Sin embargo, los mayores problemas empezaron con el asesinato de Willie Moretti, su mano derecha. La condición mental de Moretti le había hecho revelar algunos embarazosos detalles en la comisión Kefauver. Como resultado de ello, la Comisión de gobierno de la mafia americana ordenó su eliminación, que ocurrió el 4 de octubre de 1951 en un restaurante de Nueva York. Además de la muerte de Moretti, Costello fue condenado por desacato al Senado en agosto de 1952 por marcharse de las audiencias y fue a la cárcel durante 18 meses. Liberado después de 14 meses, fue acusado de evasión de impuestos en 1954 y sentenciado a cinco años de cárcel. Cumplió 11 meses de esta sentencia antes de que fuera revocada en la apelación. En 1956 lo condenaron de nuevo y lo enviaron a prisión. A principios de 1957, lo volvieron a liberar tras la apelación.

## Intento de asesinato

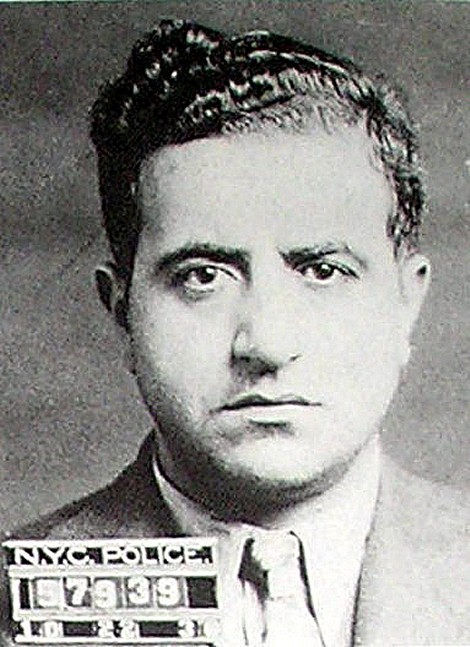
Foto policial de Albert Anastasia.

Vito Genovese finalmente hizo su movimiento sobre el asediado Frank Costello. Comenzó en 1956 cuando Joe Adonis, un poderoso aliado de Costello, eligió voluntariamente la deportación a Italia, en lugar de una larga sentencia de prisión. La marcha de Adonis dejó a Costello debilitado, pero Genovese aún tenía que neutralizar al más poderoso aliado de Costello, Albert Anastasia. Anastasia, el jefe de los muelles de Brooklyn, había asumido el control de la segunda gran familia en los Estados Unidos después de los asesinatos del poderoso jefe Vincent Mangano y de su hermano Philip Mangano el 14 de abril de 1951. Con el añadido de Albert Anastasia a la Comisión en 1951, la así llamada "Facción liberal", que incluía a Costello, empezó a fortalecerse. En 1953, otro aliado liberal, el jefe Tommy Lucchese, fue incluido en la Comisión. Como resultado, la "facción conservadora" que había controlado la Comisión de 1936 hasta 1953 ahora tenía como rival a la alianza liberal Costello-Anastasia-Lucchese. Sin embargo, Genovese convirtió este giro en una oportunidad para el conflicto acercándose al subjefe de Lucchese y Anastasia Carlo Gambino para cambiar de bando. La recompensa potencial a la hora de eliminar a Costello y Anastasia sería el control de las familias criminales de Luciano y Anastasia por Genovese y Gambino.
Genovese había esperado pacientemente durante 10 años después de su deportación a Italia para hacer su movimiento final contra Frank Costello y ya había llegado el momento. El 2 de mayo de 1957, poco después de la salida de la cárcel de Costello, mientras Costello estaba yendo al ascensor en el vestíbulo de The Majestic, su edificio de apartamentos en Manhattan, fue disparado en la cabeza por el conductor y protegido de Genovese, Vincent ''Chin'' Gigante. Antes de recibir el disparo, Gigante gritó "¡Esto es para ti, Frank!" Al oír esto, volvió la cabeza. Gigante huyó de la escena pensando que Costello estaba muerto. Sin embargo, la advertencia de Gigante, sin saberlo, había salvado a Costello y le dejó solo una herida en el cuero cabelludo. Después del golpe frustrado, Gigante se escondió. Sin embargo, al final se entregó para enfrentarse a un juicio de la mafia. Costello rechazó identificar a Gigante como el tirador, con lo que lo absolvieron. 
Genovese ahora ordenó que todos los miembros de la familia criminal Luciano que le eran leales mostraran su apoyo acudiendo a un encuentro en su mansión de Nueva Jersey. Todos los capos de la familia aparecieron, excepto el leal a Costello Anthony Carfano (quien fue asesinado por este insulto el 25 de septiembre de 1959). Incluso aunque el ataque de Costello había fracasado, Genovese se nombró jefe de la familia criminal Luciano. Luego pidió una reunión de la Comisión nacional para discutir los asuntos de la mafia en Nueva York y otros asuntos importantes. Genovese estaba ahora a cargo de lo que con el tiempo sería conocida como la familia criminal Genovese; exiliado en Italia, Luciano fue incapaz de parar esto.
Después de recuperarse de su ataque, Frank Costello y Vito Genovese hicieron las paces antes de la reunión de Apalachin de 1957. Costello se mostró conforme en abdicar como jefe de la familia en favor de Genovese. A cambio, Genovese estuvo de acuerdo en que Costello conservara todas sus operaciones de juego en Luisiana y Florida y sus intereses de negocios legales. Aunque Costello fue oficialmente degradado al rango de soldado dentro de la familia criminal, nunca se le vio como otra cosa que uno de los jefes de máximo nivel.

## Retiro y muerte
Durante su retiro fue conocido como "El primer ministro de los bajos fondos". Aún conservaba poder e influencia en la mafia neoyorquina y siguió estando ocupado durante sus últimos años. Los jefes de la Cosa Nostra, y antiguos asociados, como Carlo Gambino y Tommy Lucchese aún lo visitaban en su ático en el Waldorf Astoria, buscando consejo sobre importantes asuntos de la mafia. El viejo amigo de Costello, Meyer Lansky, se mantuvo en contacto con él. Costello se ocupó con la jardinería y exhibió algunas de sus flores en muestras horticulturales locales. 
El 20 de febrero de 1961, el Tribunal Supremo de los Estados Unidos confirmó una orden de un tribunal inferior privando a Costello de su ciudadanía estadounidense. Sin embargo, el 17 de febrero de 1964, el mismo tribunal anuló una orden de deportación para Costello, citando un tecnicismo legal.
A principios de febrero de 1973 sufrió un ataque al corazón en su casa de Manhattan y fue llevado apresuradamente al Doctors Hospital en Manhattan. El 18 de febrero de 1973, después de 11 días en el hospital, Frank Costello murió. Era su 82 cumpleaños. Frank Costello murió retirado. En su tranquilo funeral le acompañaron no más de 50 personas, la mayoría de éstos no tenían relación con el mundo del crimen ni de la mafia. Costello está enterrado en un mausoleo en el cementerio de Saint Michael en East Elmhurst, Queens.
Como testimonio de la influencia y fama de Costello, Carmine Galante ordenó que se pusiera una bomba en el lugar de enterramiento de Frank Costello al salir de la cárcel en 1974. Haciendo estallar las puertas de bronce del mausoleo de Costello, Galante anunciaba su regreso a la escena de la Cosa Nostra neoyorquina y finalmente logró vengarse de su viejo enemigo.

## En la cultura popular
- Ha sido representado en varias películas, incluyendo interpretaciones por actores como Feodor Chaliapin, Jr. en My Brother Anastasia (1973), James Andronica en Gangster Wars (1981), Carmine Caridi en Bugsy (1991), Costas Mandylor en Mobsters (1991), y por Kirk Baltz en la película para televisión Kingfish: A Story of Huey P. Long (1995).
- El personaje de "Vito Corleone" en el libro y en la película de 1972 El padrino está basada en una mezcla de figuras de la mafia neoyorquina de mediados del siglo XX, quizá principalmente entre ellos Frank Costello. El personaje de Corleone presenta gestos similares (incluyendo una voz rasposa) y conexiones políticas, así como muchos acontecimientos de su vida real. Como Costello, Don Corleone rechaza el tráfico de drogas, al que llama "negocio sucio". Marlon Brando, que interpretó a Corleone, aparentemente usó cintas de Costello de la comisión Kefauver como la base del acento del personaje.
- Fue el padrino del reportero de la CBS News y subdirector de la Oficina del Federal Bureau of Investigation de asuntos públicos John Miller. El padre de Miller y Costello eran amigos íntimos.
- Mencionado en el poema de Allen Ginsberg, "Hadda Be Playing on the Jukebox." La línea está escrita "It had to be FBI chief J. Edgar Hoover / and Frank Costello syndicate mouthpiece / meeting in Central Park, New York weekends, / reported Time magazine". El poema fue interpretado en vivo (con música) por la banda Rage Against The Machine en el álbum Live & Rare.
- La película The Departed presenta a un jefe de banda irlandesa llamado "Frank Costello" (interpretado por Jack Nicholson) en el Boston actual. El personaje de Nicholson no está relacionado en nada con el auténtico Costello excepto en el nombre; el personaje se basa en el gánster de Boston "Whitey" Bulger, y la película se basa en Infernal Affairs, un thriller de 2002 hecho en Hong Kong.
- Ha sido interpretado por Anthony DiCarlo en la serie docudrama de AMC titulada The Making of the Mob: New York.
- Ha sido interpretado por Robert De Niro en la película The Alto Knights (2025).